# Le Glèbe
Le Glèbe is een voormalige gemeente in het Zwitserse kanton die deel uitmaakte van het district Saane/Sarine.
Le Glèbe telde 1.260 inwoners.

## Geschiedenis
De gemeente ontstond op 1 januari 2003 door de fusie van de toenmalige gemeenten Estavayer-le-Gibloux, Rueyres-Saint-Laurent, Villarlod und Villarsel-le-Gibloux  Op 1 januari 2016 is de gemeente gefuseerd naar de nieuwe fusiegemeente Gibloux.

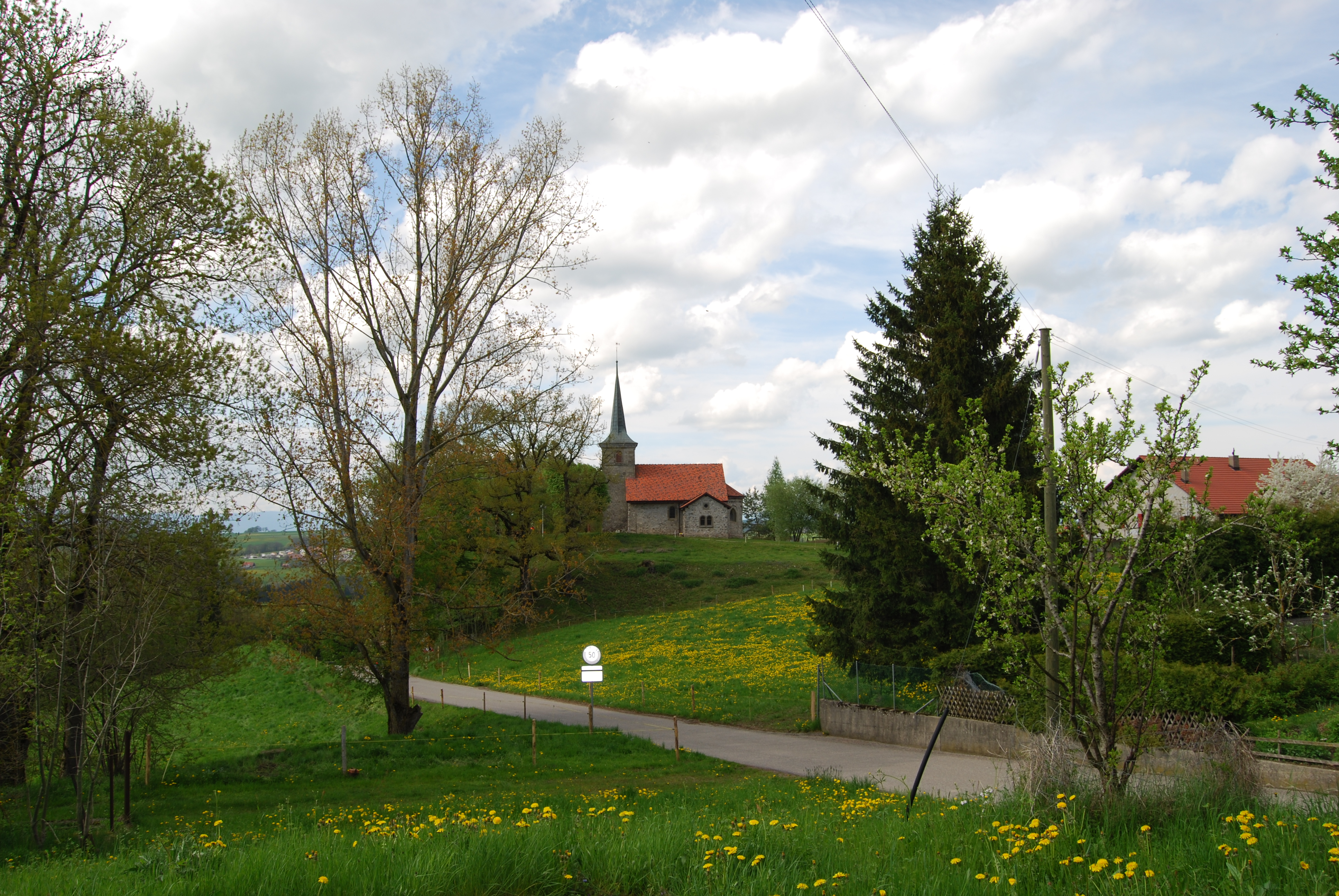
Saint-Laurence, Rueyres-Saint-Laurence, Le Glèbe

- Gemeinsame Normdatei: 1046932705
- Historisch woordenboek van Zwitserland: 048286
- MusicBrainz: 283df680-c2c8-40b9-a5ed-d8f12c3377fc
- Virtual International Authority File: 305977924
- WorldCat: E39PBJyRwRqpVFh6RKDykqfrMP